# Nayel Mehssatou
Nayel Rayan Mehssatou Sepúlveda (ur. 8 sierpnia 2002 w Brukseli) – chilijski piłkarz pochodzenia marokańskiego z obywatelstwem belgijskim występujący na pozycji prawego obrońcy, reprezentant Chile, od 2022 roku zawodnik belgijskiego Kortrijk.
Jest synem Marokańczyka i Chilijki.